# Unidad Valor Adquisitivo
La Unidad de Valor Adquisitivo (UVA) es un instrumento financiero creado en Argentina el 31 de marzo de 2016 y es una medida que equivale a la milésima parte del costo promedio de construcción de 1 m² de una vivienda tipo. La misma es ajustable en función de la inflación y su ajuste es con el índice del Coeficiente de Estabilización de Referencia (CER).
Para su creación y estimación inicial, el Banco Central de la República Argentina se basó en las cifras de diferentes tipos de inmuebles en las ciudades de Buenos Aires, Córdoba, Rosario, Salta y zona del Litoral (Santa Fe de la Vera Cruz-Paraná), ponderados por población, siendo su valor inicial de 14,053 pesos (14 pesos con 53 milésimos), dado que el metro cuadrado testigo se ubicaba en $14.053, situándose al 15 de agosto de 2020 el valor UVI en $ 56,68.
En función de lo que significa el valor UVA, podemos decir que de este modo, 1000 UVA alcanzan para construir un metro cuadrado testigo en cualquier momento futuro.
Por lo cual, a la hora de saber como se determina el valor uva, debemos conocer el CER de dos períodos diferentes y el precio UVA de inicio.

## Cálculo del valor UVA
El cálculo de la Unidad de Valor Adquisitivo se genera de la siguiente manera:
- $ 14,05 x (CER tc-1/CER t-0) = UVA

Donde:
- CER t-0: índice del 31/3/2016 (5,5636)
- CER tc-1: índice del día hábil bancario anterior a la fecha de la operación o cálculo.

## UVA y los créditos
Cuando se solicita un préstamo medido en Unidades de Valor Adquisitivo, el monto otorgado se divide por el precio de la UVA actualizado a la fecha de otorgamiento.
Entonces, a partir de ahí se otorga un préstamo medido en UVA y no en pesos. Es decir, la deuda queda fijada en UVA. Esto quiere decir que las cuotas son en UVA también, esto quiere decir que si se solicita $1.000.000 a 10 años un 13/04/2016 cuando la Unidad de Valor Adquisitivo cotizaba en 14,20 pesos. Entonces, el préstamo era de 70422,53 UVA. Suponiendo que se devuelve el préstamos en cuotas fijas, cada cuota sería de unos 586,85 UVA aproximadamente, esto quiere decir que a cada vencimiento de cuota se deberá abonar esas 586,85 UVA pero por su valor actualizado en la fecha de pago.

## UVA y los Plazos Fijos
Los plazos fijos online o tradicionales no tienen ninguna relación con el valor de la UVA hoy, sin embargo, su tasa está afectada por la tasa de referencia de política monetaria que indica el Banco Central.
Un plazo fijo UVA es una inversión ajustada al capital constituido en base a la variación del Coeficiente de Estabilización de Referencia (CER), es decir a la inflación. El depósito inicial de dinero está expresado en las UVA que coticen al momento. Mientras que al vencer el plazo, el monto en UVA puede convertirse en pesos al valor UVA a la fecha de vencimiento, por lo cual, este tipo de plazo fijo sí estarán sujetos a la variación de la UVA, resultando beneficioso para el inversor cuando la misma suba. Actualmente el plazo mínimo para hacer un plazo fijo UVA es de 180 días en Argentina.

## Otros productos UVA

### Caja de Ahorro UVA
Una ahorrista puede optar por mantener el dinero en su cuenta, cumplido el plazo mínimo de 90 días,  el cual seguirá actualizándose en función del valor UVA más su tasa de interés, pudiendo retirarlo el día que el cliente quiera}.
El importe depositado se expresará en Unidades de Valor Adquisitivo UVA, tomando como base el valor de la "UVA" del día hábil a la fecha de depósito. A partir del plazo mínimo el ahorrista tendrá disponible el saldo actualizado de acuerdo al valor de la UVA de esa fecha, más los intereses correspondientes.